# Tuber brumale
Tuber brumale Vittad., Monographia Tuberacearum: 37 (1831), è una specie di fungo commestibile della famiglia Tuberaceae, nella classe degli Ascomiceti. Questo fungo è ipogeo e vive in simbiosi con un albero (quercia, nocciolo, pino e tiglio, tra gli altri). È micorrizico, il che significa che ha bisogno di un albero ospite, e saprofita, perché si nutre di materia organica della vegetazione in fase di decomposizione.

## Descrizione della specie
Corpo fruttifero
Globoso o sub-globoso,  di solito di piccole dimensioni, 2-8 cm di diametro.
Peridio
Finemente verrucoso, con verruche grossolanamente poligonali, basse, larghe alla base da 1 a 3 mm, con apice appiattito, si staccano facilmente dalla gleba, di colore nero, nero-brunastro negli esemplari giovani, spesso presenta sulla superficie una piccola cavità da cui si dipartono ife sterili.
Gleba
Di colore grigio-brunastro o grigio-fumo, con venature bianche più rade e più grossolane rispetto al T. melanosporum, che determinano ampie zone bianche nei punti in cui confluiscono.
Odoreforte, gradevole, di nocciola immatura o, secondo Vittadini, simile a quello della corteccia del Cornus sanguinea L., negli esemplari maturi ricorda quello della rapa.
Microscopia
Sporeellissoidali, di colore ocraceo, (15)20-42 x 15-30 µm, di dimensioni inferiori rispetto a quelle degli altri tartufi, ricoperte da aculei lunghi 4 µm.
Aschiglobosi o sub-ellittici, brevemente peduncolanti o sessili, 65 - 90 x 55 - 65 µm, da mono a esasporici.

## Habitat
Preferisce terreni profondi, anche abbastanza argillosi, rispetto alle altre specie di tartufo tollera i terreni con ristagno idrico e più acidi, quali quelli sotto i boschi di conifere.

## Commestibilità
Buono, non ha un gran valore commerciale, ma spesso è consumato mescolato con il tartufo nero pregiato.

## Etimologia
Dal latino brumalis = invernale

## Nomi comuni
- Tartufo nero invernale, Trifola nera

## T. brumalevar. moschatum
Il Tuber brumale var. moschatum (Bull.) I.R. Hall, P.K. Buchanan, Wang & Cole, (1998) differisce dalla forma tipo del T. brumale per l'odore più forte e che ricorda il muschio e per il sapore più piccante, ha spore ricoperte da spinule più lunghe (4-6 µm), con una densità di 13-15 per 10 µm2.
Etimologiadal latino moschatum =  che sa di muschio.
Nome comunetartufo moscato.